# クラレンス・エドワード・ダットン
クラレンス・エドワード・ダットン（Clarence Edward Dutton、1841年5月15日 - 1912年1月4日）はアメリカ合衆国の地質学者、アメリカ陸軍の軍人である。

## 人物・生涯
コネチカット州ウォーリングフォード (Wallingford) で生まれた。
1860年にイェール大学を卒業した後、南北戦争に参加した。
1875年にアメリカ地質調査所で地質学者として働き、コロラド高原などを調査し、ユタ州の地質、グランド・キャニオンの地史、1886年のサウスカロライナ州チャールストンで起きた地震に関する研究などを発表した。アメリカ地質調査所の火山部門を率いて、ハワイ諸島やカリフォルニア州やオレゴン州の火山の研究を行った。1887年にメキシコのソノラ地震の調査隊の支援をおこなった。1884年にアメリカ科学アカデミーの会員に選ばれた。1886年にアメリカ地質調査所の調査隊を率いオレゴン州のクレーターレイクを調査し、その水深を608mと測定した。
1889年に1850年代にジョン・ヘンリー・プラットとジョージ・エアリーが提案した、地殻内のバランスに関する仮説にアイソスタシーの用語を提案したことで知られる。1891年にアメリカ地質調査所を退職し、陸軍で10年ほど働いた。その後地質学の研究に戻った。